# Dominik Tracz
Dominik Paweł Tracz (ur. 27 czerwca 1966 we Wschowie) – generał dywizji Straży Granicznej, w latach 2012–2015 komendant główny Straży Granicznej.

## Życiorys
W latach 1986–1990 studiował w Wyższej Szkole Oficerskiej Wojsk Zmechanizowanych o specjalności wojsk ochrony pogranicza. W 2000 ukończył politologię na Uniwersytecie Wrocławskim. Od 2005 do 2007 był zastępcą komendanta Lubuskiego Oddziału SG. Od października 2007 roku był komendantem Bieszczadzkiego Oddziału Straży Granicznej.
12 maja 2011 został mianowany na stopień generała brygady Straży Granicznej. 11 kwietnia 2012 został mianowany komendantem głównym Straży Granicznej. 9 maja 2014 został mianowany na stopień generała dywizji Straży Granicznej.
31 grudnia 2015 został odwołany ze stanowiska komendanta głównego Straży Granicznej. Jego następcą został mjr SG Marek Łapiński.

## Ordery i odznaczenia
- Złoty Krzyż Zasługi (2010)[6]
- Brązowy Krzyż Zasługi (2003)[7]
- Srebrny Medal za Długoletnią Służbę[2]
- Srebrny Medal „Za zasługi dla obronności kraju”[2]
- Złoty Medal „Za Zasługi dla Straży Granicznej”[8]
- Brązowy Medal „Za Zasługi dla Straży Granicznej”[2]
- Złota Odznaka „Zasłużony dla Służby Celnej”[2]
- Odznaka Straży Granicznej[2]